# Други никејски сабор
Други никејски сабор, или Седми васељенски сабор (стгрч. Β΄ Σύνοδος της Νίκαιας), је свецрквени сабор одржан у периоду од 787. године у античком граду Никеји, Битинија, Источно римско царство (данашњем Изнику, Турска) по налогу источноримског цара Константина VI, тј. његове мајке Ирине као тадашњег регента. То је други васељенски сабор одржан у поменутом малоазијском граду, а уједно и седми и последњи општеприхваћени.
На сабору су разматрана разна теолошка и еклисиолошка питања. Сабор је прописао правилан начин за поштовање икона, одбацивши иконолатрију (обожавање икона). У исто време, осуђено је иконоборство (одбацивање икона), чиме су биле поништене одлуке ранијег Цариградског сабора, који је био одржан 754. године.
Сабору је председавао патријарх Тарасије, а било је присутно око 367 Епископа. Папа Хадријан I имао је своје изасланике као што су их имали и источни Патријарси. Сабору први пут присуствује већи број монаха. Ово је због тога што су у протеклом периоду управо монаси поднели највећи терет и жртву у одбрани светих икона од иконобораца. Оци Сабора су заузели изразито благ, хришћански став према иконоборцима, који су се јавно покајали што су прогонили иконопоштоваоце, уништавали иконе и реметили Црквени поредак. Такви су помиловани и примљени у Црквену заједницу: Епископи Константин Николијски, Теодосије Ефески и Тома Клаудиопољски.
Донет је познати орос, исповедање вере у вези с питањем светих икона. Овај орос све до данас остао је критеријум и мерило богословско-хришћанске мисли ο иконама у Цркви као таквим. У његовој основи је богословље Св. Јована Дамаскина, најодлучнијег апологете од безбожне иконоборачке јереси, јереси која је у основи христолошка. Сабор је осудио иконоборачко саборовање из 754. год. у Јерији код Цариграда, одржано у време цара Константина V Копронима, када је велики број Епископа био приморан да прихвати учење јеретика. Седми васељенски сабор је донео укупно 22 канона.
Православна црква прославља Свете оце Седмог васељенског сабора 11. октобра по јулијанском календару.
На саборском заседању су учествовали и епископи из појединих приморских градова тадашње византијске Далмације: Јован из Сплита, Урсо из Раба, Лаврентије из Осора и Јован из Котора.

## Одлуке сабора
Сабор је поводом питања о поштовању икона закључио да треба правити разлику између обожавања, које може бити усмерено само према Богу, и осталих облика побожног поштовања који се усмеравају према светитељима, непосредно или посредно, путем правилног поштовања икона, без обожавања самих икона као предмета, односно без иконолатрије.
Поништене су одлуке сабора из 754. године, и формулисано је учење да предмет поштовања јесте личност представљена на икони, и да треба правити разлику између обожавања које приличи само Богу, и поштовања које доликује светима. Потврђена је и озакоњена вера Цркве да су свете иконе достојне поштовања као видљиви изрази вечне и непролазне лепоте, пре свега Господа Христа као Богочовека. У том смислу и човек је икона — слика Бога невидљивог, јер је створен по слици и прилици Божијој. Бог је зато постао човек, оваплотио се, да би показао да је човек најлепши и најдивнији Божији створ. На Сабору је одато признање бранитељима светих икона какви су били: Герман, Патријарх цариградски, Јован Дамаскин, Георгије Кипарски, затим бројни монаси који су живот свој положили бранећи иконе (Св. Стефан Нови, Андреј Каливит, игуман Јован).

### Канони
Донете су 22 дисциплинска канона:
1. Свештенство мора да поштује Свете каноне, укључујући апостолске, каноне шест претходних васељенских сабора, каноне појединих Синода објављене на другим синодима и каноне Отаца.
2. Кандидати за бискупе морају знати Псалтир напамет и морају пажљиво, а не површно читати цело Свето Писмо.
3. Осуђује Именовање епископа, презвитера и ђакона од стране световних принчева.
4. Епископи не би требало да траже новац од свог свештенства: сваки епископ који из похлепе лиши било ког од својих свештеника сам је свргнут.
5. Усмерен је против оних који тврде да су примили црквене преференције за новац и подсећа на тридесети апостолски канон и Халкидонске каноне против оних који купују акције новцем.
6. Покрајински синоди морају се одржавати годишње.
7. Мошти се морају чувати у свим црквама: ниједна црква не сме бити освећена ако у њој нема моштију.
8. Прописује мере предострожности које треба предузети против лажно преобраћених из јудаизма.
9. Сви списи усмерени против часних слика морају се пренети да би били комбиновани са другим јеретичким списима.
10. Против свештеника који самовољно напуштају своје епархије и постају приватни капелани великих личности.
11. свака црква и сваки манастир морају имати свог економисте.
12. Против епископа и игумана који предају црквену имовину секуларним господарима.
13. Епископске резиденције, манастири и друге црквене зграде преуређене у световне сврхе морају се вратити њиховом законитом власнику.
14. обрезани људи који нису заређени за читаоца не смеју читати посланицу или Јеванђеље са проповедаонице.
15. Против многих предности.
16. свештенство не би требало да носи луксузну одећу.
17. монаси не би требало да напуштају своје манастире да би изградили друге молитвене куће без средстава за то.
18. жене не смеју да живе у бискупским кућама или у мушким манастирима.
19. игумани цркава и манастира не би требало да траже новац од оних који уђу у духовни или монашки статус. Али мираз који је новицијат донео у верску кућу мора се чувати у овој кући ако га новицијат напусти без икаквог прекршаја од стране игумана.
20. забрањује двоструке манастире.
21. Монах или монахиња не би требало да напусте један манастир да би отишли у други.
22. међу лаицима, људи различитог пола могу бити заједно ако се захваљују и понашају се пристојно. Али међу религиозним људима, припадници супротног пола могу јести заједно само у присуству неколико богобојазних мушкараца и жена, осим путовања када је то потребно.

## Пријем на хришћанском западу
Иако је тадашњи римски папа Хадријан I (772—795) подржао одлуке сабора, такав став није наишао на опште прихватање међу западним хришћанима, првенствено у Франачкој држави. По заповести краља Карла Великог, његови сарадници су у циљу побијања појединих саборских одлука израдили теолошку компилацију која је постала позната под називом: Карлове књиге (лат. Libri Carolini). У том теолошком и полемичком делу изнета су разна франачка неслагања са одлукама Седмог васељенског сабора.
Прво спорно питање односило се управо на иконе. Иако је Седми васељенски сабор афирмисао правилно поштовање икона, саборски оци су у исто време осудили и две супротне крајности: иконоклазам (оспоравање икона) и иконолатрију (обожавање икона). Услед погрешног разумевања саборских одлука, франачки прваци су заузели негативан став према сабору, што је навело папу Хадријана да се путем директног обраћања франачком краљу Карлу Великом заложи за разјашњење тог питања, уз наглашавање неопходности исправног разумевања и прихватања саборских одлука.
Друго спорно питање задирало је у област хришћанске пнеуматологије. Иако је на Седмом васељенском сабору афирмисано изворно хришћанско учење о превечном исхођењу Светог Духа од Оца, уз додатно тумачење цариградског патријарха Тарасија да се то исхођење остварује кроз Сина, такав став је наишао на противљење у франачким црквеним круговима, у којима се током друге половине 8. века учврстило филиоквистичко учење о двоструком исхођењу Светог Духа, од Оца и Сина. Услед недовољне обавештености, међу франачким првацима се управо у то време проширила и заблуда да је уметак Filioque био саставни део изворног Никејско-цариградског симбола вере. Сва та питања била су додатно разматрана и на Франкфуртском сабору, који је одржан 794. године. Иако је папа Хадријан покушао да франачке прваке увери у исправност одлука које су донете на Седмом васељенском сабору, његови напори нису уродили плодом, тако да се филиоквизам учврстио у Франачкој држави, што је имало знатне последице за даљи развој западног хришћанства.